# Levasseur PL 8
Levasseur PL 8 var ett franskt dubbeldäckat flygplan som utvecklades ur det tresitsiga marinflygplanet Levasseur PL 4, som ursprungligen konstruerades för franska marinen av Levasseur. 
Flygplanet PL-8 specialmodifierades för Charles Nungesser och François Coli flygförsök över Atlanten 1927. Vingarna förlängdes och flygplanet utrustades med en 12-cylindrig Lorraine-Dietrich V-motor på 450 hk.  Vattenkylarna monterades in i det undre vingparet. Motorn drev en tvåbladig propeller av duralumin med 3,8 meters diameter, frigången från marken vid start var 20 cm. Hjullandstället som vägde 123 kg kunde frigöras från flygplanskroppen efter start för att minska flygplanets luftmotstånd och vikt. För den händelse man skulle tvingas att nödlanda på vattnet utformades flygplanskroppen vattentät och i en skrovform som möjliggjorde en vattenlandning. Flygplanet kunde dock inte återstarta från en vattenyta och sjögången fick inte vara för häftig, då flygplanet inte var sjöutrustat med vattenroder. 
Den tredje sittplatsen som fanns i PL 4 togs bort och ersattes med en bränsletank dessutom fanns det ytterligare två bränsletankar placerade mellan motorns brandskott och förarkabin. Samtliga tankar var tillverkade av duralumin och rymde 4 025 liter högoktanig bensin. I bränslesystemet fanns en handdriven pump som kunde flytta bränslet från den främre tanken till den bakre tanken för att justera tyngdpunktsläget vid en eventuell nödlandning. Pumpen kunde även användas för att dumpa bränslet i luften, man beräknade att en dumpning skulle ta cirka två till tre timmar. Piloterna satt i en öppen cockpit bredvid varandra men Nungessers stol var monterad några centimeter längre fram och några centimeter högre upp.
När flygplanet levererades från fabriken i april 1927 inledde Nungesser ett flygutprovingsprogram för att hitta brister i konstruktionen samt för att bekanta sig med flygplanet. De flesta flygningarna genomfördes runt Villacoublay och Chartres. Vid en av provflygningarna nådde man hastigheten 207 km/h och flyghöjden 4 900 m. Man genomförde inga testflygningar med maximal bränslelast ombord, eftersom Nungesser var medveten om riskerna. Året före drabbades René Fonck i sitt startförsök i en flygning till New York av brand.  
Den 8 maj 1927 var man färdig för start från Paris till New York för att erövra Raymond Orteigs Atlantpris. Flygplanet som döptes till l'Oiseau Blanc var målat med likadana symboler som Nungesser stridsflygplan från första världskriget. Trots ett intensivt internationellt sökande efter de två piloterna har inga spår påträffats. Det enda som finns kvar av planet är landstället som är utställt på Musée de l'Air et de l'Espace  i Le Bourget.
Två veckor efter Nungessers och Colis start erövrade Charles Lindbergh Orteigpriset. 
1928 tillverkades ytterligare en PL-8 utrustad med en Hispano-Suiza motor på 600 hk.